# 밋 롬니
윌러드 밋 롬니(영어: Willard Mitt Romney, 문화어: 미트 롬니, 1947년 3월 12일 ~ )는 미국의 정치인이다. 공화당 소속으로, 매사추세츠주지사를 지냈고, 2008년 대통령 선거에 출마해 예비선거에서 낙선하였으며, 2012년 대통령 선거에서 공화당 대통령 후보로 지명되어 출마하였으나 또 다시 낙선하였다.

## 어린 시절
밋 롬니는 미시간주 디트로이트에서 태어났다. 그의 집안은 예수 그리스도 후기성도 교회(모르몬교)의 명문 가문이며 또한 정치가문으로 알려져 있다. 부친 조지 W. 롬니도 그와 비슷하게 사업가와 정치가로 활약하여 자동차 회사를 경영했으며, 미시간주지사를 지냈으며, 1968년 대통령 선거에서 유력한 후보였으나, 예비선거에서 낙선한 후 닉슨 행정부에서 연방 장관을 지냈다. 모친 러노어 롬니는 1970년 미시간주의 연방 상원의원 선거에 출마하였다.
밋 롬니는 스탠포드 대학교에 들어갔다가 도중에 프랑스에서 모르몬 선교사로 봉사했고, 미국으로 돌아온 후, 브리검영 대학교를 영문학 전공으로 최우수 졸업하였다. 베트남 전쟁 기간 중이었으므로 군복무 의무가 부과되어 있었으나, 프랑스에서 지내는 동안 징집이 유예되다가 징병제가 폐지되어 결국 면제를 받았다. 그 후 하버드 대학교에서 로스쿨과 비즈니스 스쿨 통합과정에 입학하여 쿰 라우데급의 우수한 성적으로 J.D.(법무박사) 학위와 상위 5% 안에 드는 최우수 성적으로 베이커상(Baker Scholar)을 받으며 M.B.A.(경영학석사) 학위를 취득했다.

## 기업인 활동과 초기 정치 활동

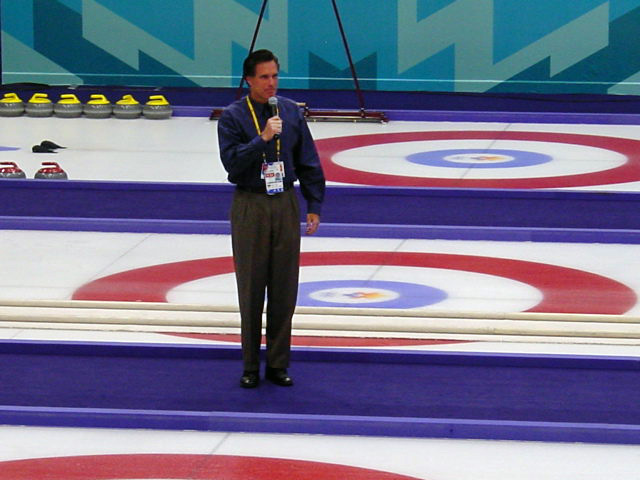
2002년 솔트레이크시티 동계 올림픽 조직위원장으로 활동한 밋 롬니

학업을 마친 후 매사추세츠주 보스턴에 있는 컨설팅 회사인 보스턴 컨설팅 그룹과 베인 앤드 컴퍼니에서 일했다. 1984년 그는 베인 앤드 컴퍼니의 자회사인 베인 캐피털의 공동 창업주가 되어 큰 성과를 올렸다. 1990년 베인 앤드 컴퍼니로 돌아와 최고경영자(CEO)로 있었다. 1994년에는 매사추세츠주 연방 상원의원 선거에 출마하여 민주당의 유명한 에드워드 케네디에 맞섰으나 낙선하였다. 컨설팅 회사에 근무하며 많은 재산을 모은 그는, 2002년 솔트레이크시티 동계 올림픽의 조직위원장으로 일하게 되었다. 당시 조직위원회는 개최 과정에서의 뇌물 사건으로 위기에 놓여 있었으나, 1999년 그는 조직위원장으로 취임한 후 뛰어난 경영 수완을 발휘하며 올림픽 개최 준비에 박차를 가했다. 개최 준비 말기에 9·11 테러로 인해 보안 비용이 뛰어올랐으나, 이 대회는 큰 흑자를 남기며 무난하게 치러졌다.

## 매사추세츠 주지사
동계올림픽이 끝난 후, 그는 매사추세츠로 돌아와 2002년 11월 매사추세츠 주지사 선거에 출마하여 당선되어 2003년 주지사로 취임하였다. 그는 독실한 몰몬교 신자이며 보수적인 인물로, 개방적인 성향이 강한 매사추세츠 주에서 여러 차례 논란을 불러 일으켰다. 주 대법원에서 미국 최초로 동성결혼을 허가하자, 그는 이에 대해 크게 반발하면서 미국 전역에서도 이에 대해 찬반 논쟁이 뜨거웠다. 그밖에 낙태를 반대하고, 적극적인 감세 정책을 지지하였다. 이러한 논란으로 그는 주목받게 되었고, 차츰 2008년 대통령 선거의 유력한 공화당 후보로 거론되기 시작했다.

## 2008년 대통령 선거

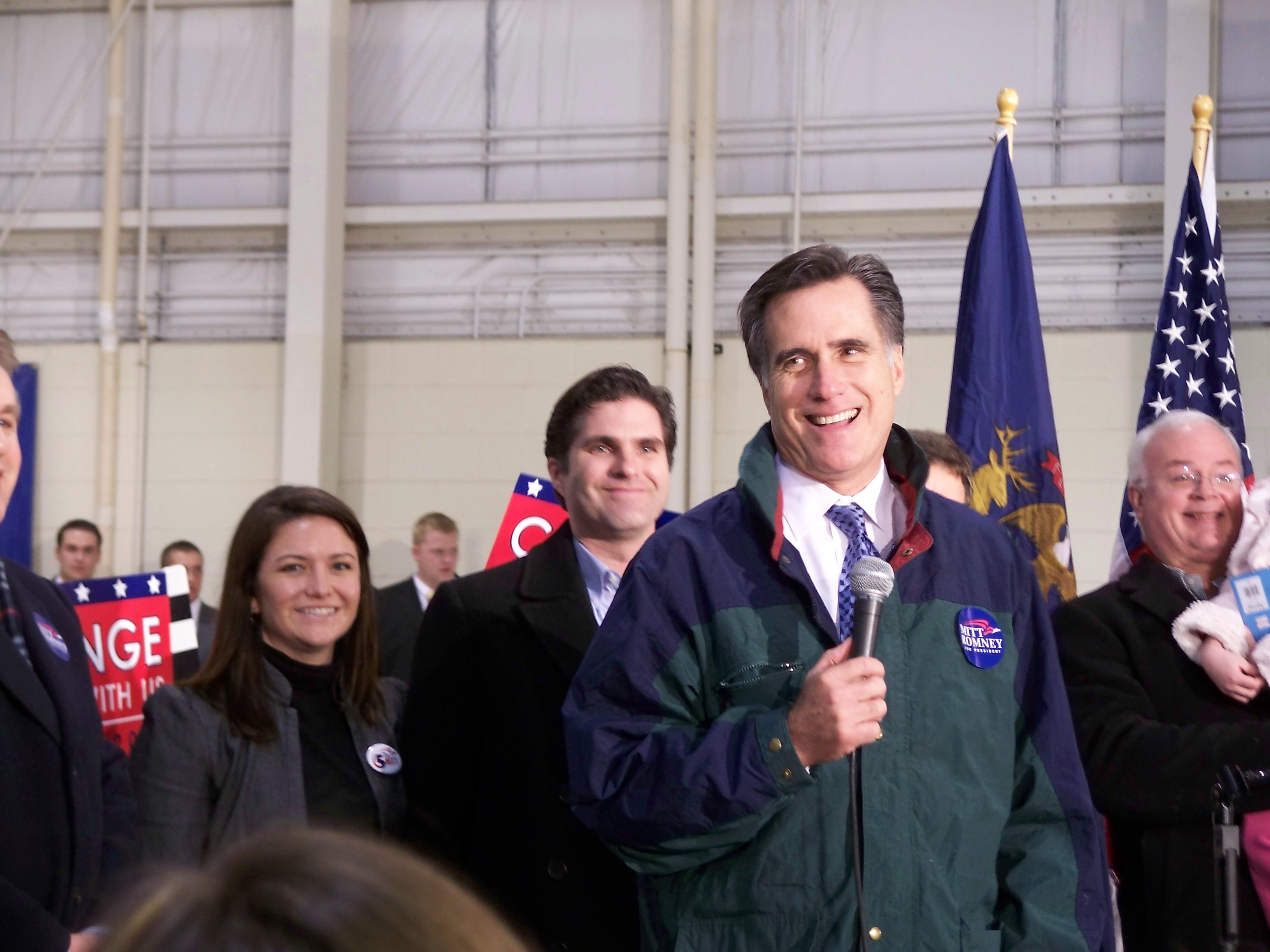
2008년 대통령 선거 공화당 경선을 위해 미시간주에서 선거운동을 하는 밋 롬니(2008년 1월)

내외에서 그를 유력한 대통령 후보로 거론하기 시작했고, 그도 대통령에 대한 야심이 있어 결국 2008년 대통령 선거에 집중하기 위해 2006년 주지사 선거에 출마하지 않았고, 2007년 1월 그의 주지사 임기는 종료되었다. 그리고 곧 대통령 선거 출마 선언을 했다. 그는 자신의 선거운동에 자신의 막대한 재산까지 동원하여 초반에는 어느 정도 성공을 거두었다. 2008년 1월 아이오와 코커스에서 마이크 허커비에 이어 2위를 차지했으며, 와이오밍 코커스에서는 1위를 하였다. 중요한 뉴햄프셔주 예비선거에서는 존 매케인에 이어 2등을 차지하였다. 곧이어 치러진 미시간 예비선거에서는 매케인을 꺾고 승리하였고 네바다 코커스에서도 승리하며 돌풍을 일으켰다. 그러나 사우스캐롤라이나 예비선거에서는 4위로 밀려났으며, 2월 5일의 슈퍼 화요일에서의 예비선거 결과가 부진하여 후보로 선출될 가능성이 희박해 지자 2월 7일 경선을 포기하고 매케인 지지를 선언하였다.
그는 경제계의 풍부한 경험과 보수주의적 성향으로 부각되었지만 다른 후보인 마이크 허커비와 지지층이 겹치는 것과 몰몬교도라는 종교적 배경이 악재로 작용하여 후보 경선에서 밀려난 것으로 분석된다. 후보 경선에서 사퇴한 후 그는 매케인 진영의 선거운동에 적극적으로 참여하였다. 그는 뛰어난 경제계에서의 경험과 뚜렷한 보수적 성향으로 매케인의 유력한 러닝메이트 후보로 거론되기도 했으나, 세라 페일린이 부통령 후보로 지명되었다.

## 2012년 대통령 선거

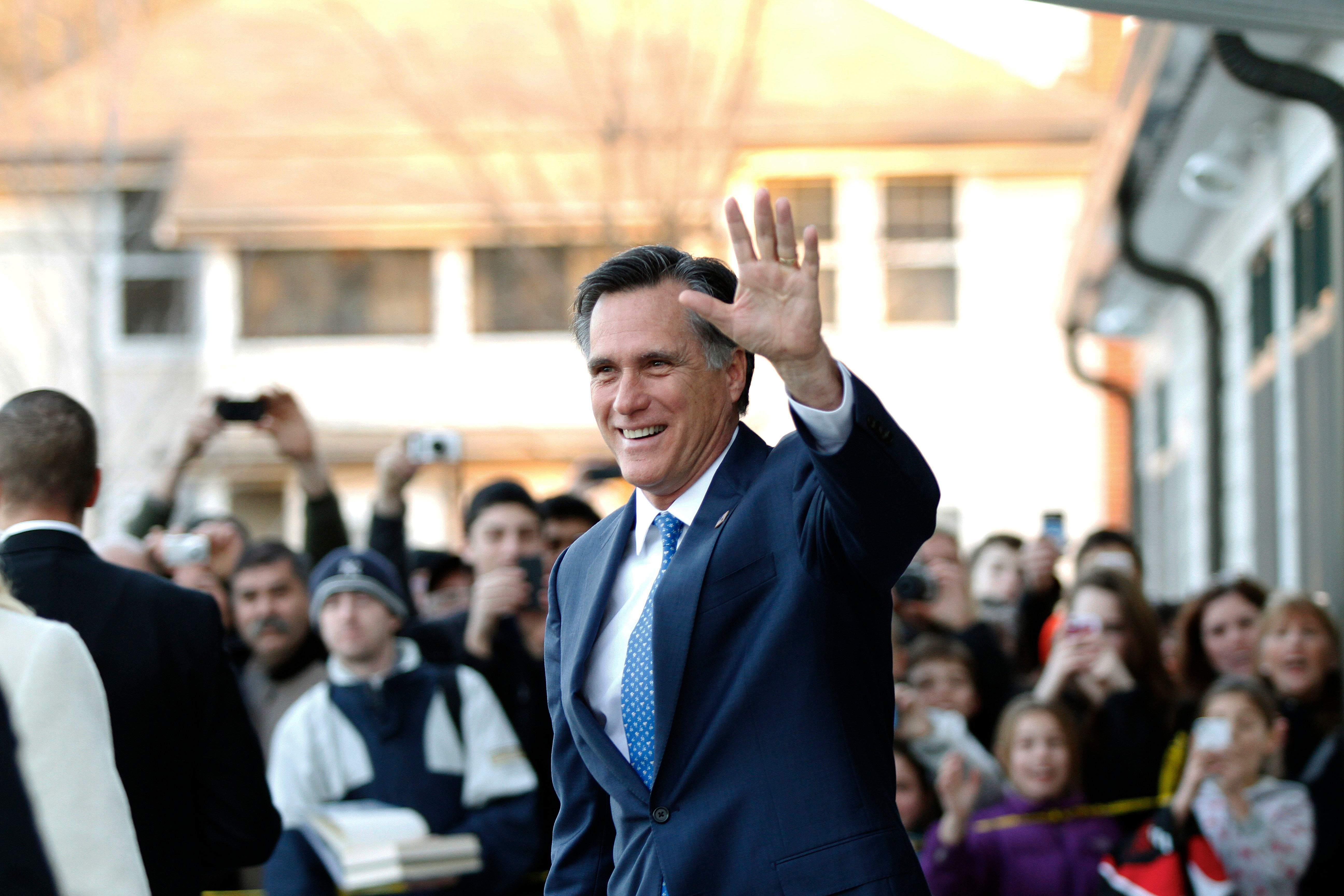
2012년 대통령 선거 공화당 경선을 위해 매사추세츠 주에서 유세중인 밋 롬니(2012년 3월)

2008년 대통령 선거에서 유력 공화당 후보로 인지도를 높인 롬니는 민주당 버락 오바마 정권 출범 직후부터 2012년 대통령 선거 출마를 위해 착실하게 기반을 닦아 나갔다. 각종 여론 조사에서 공화당 후보 선호도 선두권을 달렸고, 2011년 6월 2일, 2012년 11월에 치러지는 대통령 선거 출마를 공식 선언하였다. 2012년 1월 3일 아이오와주에서 치러진 첫 번째 경선 아이오와 코커스에서는 릭 샌토럼에게 근소한 차이로 뒤졌으나, 이후 여러 주의 경선에서 우세를 이어가며 이미 4월 상순, 사실상 후보로 선출될 가능성이 높아진 상태였으며, 5월 30일, 과반 이상의 득표를 최종적으로 확정지으며 2012년 대통령 선거 공화당 후보가 되었다. 그는 8월, 플로리다주 탬파에서 열린 전당대회에서 공식적으로 후보로 지명되었다. 첫 번째 대통령 후보 토론을 기점으로 지지율 상승을 시도했으나, 계속하여 오바마 대통령에 비해 열세를 나타냈다. 거기에다가 선거를 앞두고 미국 동부지역을 덮친 허리케인 샌디의 영향과 높은 히스패닉의 투표율로 더욱 불리한 상황에 처했다. 결국 선거에서는 206석을 확보하여, 332석을 얻은 오바마에게 패했다. 격전지로 꼽혔던 오하이오주에서 패한 것이 패배의 한 원인으로 분석되는데, 오하이오 북부 공업지역에서 30%대 낮은 득표를 기록한 것이 원인이 되어, 주 전체적으로 오바마보다 적은 표를 얻었다. 뿐만 아니라 전통적인 공화당 지지 주인 버지니아 주에서도 석패하였다.

## 대통령 선거 이후
오바마 대통령의 당선이 확정된 후, 롬니는 패배를 인정하고 오바마에게 축하의 인사를 건넸다. 이후 롬니는 정계에서 은퇴할 것으로 알려지기도 했으나, 2013년 3월, 보수주의 정치모임에 등장하여 정치활동을 재개했다. 그러나 2016년 대통령 선거에 재출마할 계획은 없다고 밝히고 있다.

## 역대 선거 결과
| 선거명      | 직책명                      | 대수  | 정당   | 득표율 | 득표수 (선거인단)    | 결과 | 당락                   |
| ----------- | --------------------------- | ----- | ------ | ------ | -------------------- | ---- | ---------------------- |
| 1994년 선거 | 상원의원 (매사추세츠 제1부) | 104대 | 공화당 | 41.01% | 894,005표            | 2위  | 낙선                   |
| 2002년 선거 | 매사추세츠 주지사           | 70대  | 공화당 | 49.77% | 1,091,988표          | 1위  | 매사추세츠 주지사 당선 |
| 2012년 선거 | 미국의 대통령               | 44대  | 공화당 | 47.20% | 60,933,504표 (206명) | 2위  | 낙선                   |
| 2018년 선거 | 상원의원 (유타 제1부)       | 116대 | 공화당 | 62.59% | 665,215표            | 1위  | 유타주 상원의원 당선   |